# Akira Kubo
Akira Kubo (久保 明 Kubo Akira?, n. 1 decembrie 1936, Tokyo⁠(d), Tōkyō, Japonia) este un actor japonez.

## Biografie
Numele său real a fost Yamaguchi. A urmat studii la Universitatea Rikkyō din Tokyo și a devenit actor mai mult din întâmplare. Marele succes al filmului italian Mâine va fi prea târziu (1949) în Japonia a determinat marile studiouri japoneze (Toho, Shochiku, Toei, Shintoho, Daiei) să încerce să realizeze acest gen de filme pentru tineret. Producătorii și regizorii au început să caute tineri talentați în școli și pe străzi, iar adolescentul Akira a apărut într-un film regizat de Seiji Maruyama. Trei ani mai târziu, Maruyama căuta un actor pentru un rol, iar soția lui i-a adus aminte de Akira. Tânărul s-a prezentat la compania Toho și a fost angajat ca actor.
Akira Kubo a primit rolul principal în filmul Shiosai (1954), regizat de Senkichi Taniguchi, interpretându-l pe singuraticul adolescent Shinji de pe o insulă din golful Ise, care întâlnește într-o zi pe plajă o tânără culegătoare de perle pe nume Hatsue (interpretată de Kyoko Aoyama), de care se îndrăgostește. Toshirō Mifune a interpretat rolul unui marinar matur care se comportă cu simpatie față de cei doi tineri, iar scenele în care apar cei trei se caracterizează, potrivit lui Stuart Galbraith IV, printr-o „autentică gingășie și nostalgie”. Kubo a jucat, alături de Mifune, în șase sau șapte filme.
Trei ani mai târziu, Akira Kubo l-a interpretat pe fiul generalului Miki în filmul Tronul însângerat (1957) al lui Akira Kurosawa. Tânărul a fost uimit de stilul regizoral al lui Kurosawa, care era diferit de al altor regizori, fiind bazat pe repetiții îndelungate și pe filmări cu o singură dublă cu mai multe camere dispuse în unghiuri diferite, și chiar l-a întrebat dacă și-a interpretat bine rolul. Cinci ani mai târziu, Kubo a primit rolul unui tânăr samurai în filmul Sanjuro (1962), pe care l-a considerat „o mare experiență educativă”. Tânărul actor a considerat că „a fost o onoare” pentru el să apară în filmele lui Kurosawa.
Akira Kubo a apărut în 75 de filme începând din 1952. A jucat, printre altele, în filmul Arashi, care a concurat pentru premiul Ursul de aur la Festivalul Internațional de Film de la Berlin din 1957.

## Filmografie selectivă

### Filme de cinema
- 1952: Shishunki - Akira Kubo
- 1952: Haru no sasayaki - Akio Aizawa
- 1953: Jûdai no seiten
- 1953: Zoku shishunki
- 1954: Saraba Rabauru - Shimada
- 1954: Shiosai (潮騒?), regizat de Senkichi Taniguchi - Shinji[8]
- 1955: Mugibue - Nobuo
- 1955: Asunaro monogatari (あすなろ物語?), regizat de Hiromichi Horikawa - Ayuta la 18 ani[9]
- 1956: Shiawase wa ano hoshi no shita ni - Noriyuki Shichijô
- 1956: Furyô shônen - Kôichi
- 1956: Gendai no yokubô - Shin'ichi Iizuka
- 1956: Arashi, regizat de Hiroshi Inagaki - Saburo Mizusawa
- 1957: Bôkyaku no hanabira
- 1957: Tronul însângerat (蜘蛛巣城 Kumonosu jo?), regizat de Akira Kurosawa - Yoshiteru Miki, fiul gen. Miki[10]
- 1957: Ujô - Kanichi
- 1957: Pays de neige (雪国, Yukiguni), regizat de Shirō Toyoda - Saichiro
- 1957: Bôkyaku no hanabira: Kanketsuhen
- 1957: Daigaku no samurai tachi - Akira Okubo
- 1957: Aoi sanmyaku Shinko no maki
- 1957: Zoku aoi sanmyaku Yukiko no maki
- 1958: Futari dake no hashi - Tomoji Ishida
- 1958: Jours de congé à Tokyo (東京の休日 Tōkyō no kyūjitsu?), regizat de Kajirō Yamamoto[11]
- 1958: Wakai kemono
- 1958: Daigaku no ninkimono - Taki
- 1959: Shachô taiheiki - secretarul Nakamura
- 1959: Daigaku no oneechan - Akira Ôkubo
- 1959: Le Sifflement de Kotan (コタンの口笛, Kotan no kuchibue), regizat de Mikio Naruse
- 1959: Daigaku no nijuhachin
- 1959: Sensuikan I-57 kofuku sezu
- 1959: Uwayaku, shitayaku, godôyaku
- 1959: Nippon tanjô - prințul Iogi
- 1959: Oneechan makari tôru - Hiroshi Kubota
- 1960: Gendai Salaryman - Ren'ai bushidô - Hiroshi Hisada
- 1960: Hawai Middowei daikaikûsen: Taiheiyô no arashi
- 1960: Shin santo juyaku: teishu kyo iku no maki
- 1960: Daigaku no sanzôkutachi - Uchû (Space)
- 1960: Dokuritsu gurentai nishi-e
- 1961: Ai to honoho to - Kunihiko Uchimi
- 1961: Toiretto shacho
- 1961: Toilet buchô - Mikami
- 1961: Shinku no otoko
- 1962: Sanjuro (椿三十郎 Tsubaki Sanjūrō?), regizat de Akira Kurosawa - tânăr samurai[12]
- 1962: Astronaut 1980, regizat de Ishirō Honda - astronautul cadet Tatsuma Kanai - a
- 1962: Chushingura - Hana no maki yuki no maki (忠臣蔵 花の巻 雪の巻?), regizat de Hiroshi Inagaki - lordul Sakyônosuke Date[13]
- 1963: Subarashii akujo
- 1963: Matango - profesorul Kenji Murai
- 1964: La Grande Tornade (士魂魔道 大龍巻 Shikon madō : Daitatsu maki?), regizat de Hiroshi Inagaki[14]
- 1964: Kokusai himitsu keisatsu: Tora no kiba - Sakuma
- 1965: Nikutai no gakko - narator (voce)
- 1965: Taiheiyō kiseki no sakusen : Kisuka (太平洋奇跡の作戦 キスカ?), regizat de Seiji Maruyama - Tawara[15]
- 1965: Senjo ni nagareru uta
- 1965: Aku no kaidan - Kumagai
- 1965: Invasion Planète X (Kaiju Daisenso), regizat de Ishirō Honda - Tetsuo Teri
- 1966: Izuko e
- 1966: Zero faita dai kûsen
- 1967: L'Empereur et le Général sau Le Jour le plus long du Japon (日本のいちばん長い日 Nihon no ichiban nagai hi?), regizat de Kihachi Okamoto - maiorul Sadakichi Ishihara din Divizia 1 Gardă Imperială[16]
- 1967: Le Fils de Godzilla (Kaijûtô no kessen: Gojira no musuko), regizat de Jun Fukuda - Goro Maki
- 1968: Kill, la Forteresse des samouraïs (Kiru), regizat de Kihachi Okamoto - Monnosuke Takei
- 1968: Rio no wakadaishô
- 1968: Les envahisseurs attaquent, regizat de Ishirō Honda - cpt. SY-3 Katsuo Yamabe
- 1968: Rengō kantai shirei chōkan : Yamamoto Isoroku (連合艦隊指令長官 山本五十六?), regizat de Seiji Maruyama - slt. Takano[17]
- 1969: Mujin rettô
- 1969: Battle of the Japan Sea, regizat de Seiji Maruyama - Matsui[18]
- 1970: Les Envahisseurs de l'espace (Gezora, Ganime, Kameba: Kessen! Nankai no daikaijû), regizat de Ishirō Honda - Taro Kudo
- 1970: Gekido no showashi 'Gunbatsu'
- 1971: Mamushi no kyôdai: orei mairi
- 1974: Suna no utsuwa - patrulatorul de la Setagaya
- 1987: Code Name Black Cat o oe - tatăl lui Nonomura
- 1988: Marusa no onna 2 - Shinja Daihyô
- 1989: Zatôichi
- 1989: Rikyu de Hiroshi Teshigahara - Geni
- 1990: Ageman : Bo-san #2
- 1994: Shijûshichinin no shikaku - Sagaminokami Tsuchiya
- 1995: Gamera daikaijû kuchu kessen - cpt. de pe Kairyumaru
- 1999: Ai rabu yû
- 2004: Mail
- 2007: Bitamin ai
- 2007: Awa Dance - Tadashi Kaibara
- 2008: Rakugo musume
- 2008: The Code: Angou

## Legături externe
- Akira Kubo la Internet Movie Database